# Chlorocoma monocyma
Chlorocoma monocyma är en fjärilsart som beskrevs av Edward Meyrick 1888. Chlorocoma monocyma ingår i släktet Chlorocoma och familjen mätare. Inga underarter finns listade i Catalogue of Life.